# Fryeovo muzeum umění
Fryeovo muzeum umění (anglicky Frye Art Museum) je muzeum umění nacházející se v americkém městě Seattle.

## Historie
Muzeum bylo otevřeno 8. února 1952 Walserem S. Greathousem, který byl jmenován i jeho prvním ředitelem, nýbrž s původní myšlenkou založení přišel Charles Frye a jeho žena Emma, po nichž je také muzeum pojmenováno. Oba však zemřeli dříve než mohli svůj plán zrealizovat a tak se úkolu zhostil Fryeův dlouholetý přítel Walser. Celá budova byla vystavěna podle návrhu architekta Paula Thiryho. Původní sbírky čítaly na 230 děl, převážně německých romantických umělců 19. století z tzv. mnichovské školy.
Po Greathouseově smrti v roce 1966 se ředitelkou muzea stala jeho manželka Ida Kay Greathouseová, během jejíhož ředitelství se sbírky rozrostly o mnoho evropských, ale zejména amerických děl. Přibyly obrazy od známých amerických malířů, jako Thomas Eakins, Thomas Hart Benton, Winslow Homer nebo John Marin, nevyjímaje přední ženské malířky, Mary Cassattovou či Mary Hinksonovou. Sbírky se také rozšířily o řadu francouzských děl od Augusta Renoira, Camilla Corota nebo Eugèna Boudina. Po odchodu Greathouseové do důchodu v roce 1993 sbírky čítaly více než 1 200 děl.
V lednu 1995 se ředitelem muzea stal Richard West, badatel a dlouholetý ředitel amerických muzeí původem z Československa. Brzy po jeho nastoupení do funkce došlo k dvouleté přestavbě, která byla dokončena 8. února 1997, kdy bylo muzeum znovuotevřeno, přesně 45 let po jeho založení. Rozšířené muzeum, navržené designérskou firmou Olson Sundberg Architects of Seattle, zahrnovalo nově vystavěné levé křídlo s kavárnou, obchodem se suvenýry, hledištěm a vzdělávacím centrem. Zároveň byl předělán osvětlovací systém, díky kterému do hlavního sálu nově pronikalo přirozené světlo z venčí. V souladu s umělým přízemním osvětlením a tmavými zdmi tak muzeum tvořilo perfektní místo pro prezentaci obrazů, na které se Westovi povedlo přilákat hned několik prestižních výstav, jako např. „American Art From the Currier Gallery of Art“ a „Czech and Slovak Photography: From Between the Wars to the Present“ v roce 1997, „Scenes of American Life: Treasures from the Smithsonian American Art Museum“ v roce 2001 nebo „Fairfield Porter: A Life in Art“ v roce 2002.
V roce 2003 Westa na pozici ředitele nahradil Midge Bowman, který za svého působení rozhodl o zřízení muzejního archivu a inicioval několik výzkumných projektů. V roce 2009 se ředitelkou muzea stala Jo-Anne Birnie Danzkerová, kterou ve funkci v roce 2016 vystřídal Joseph Rosa.

## Exponáty
(výběr)

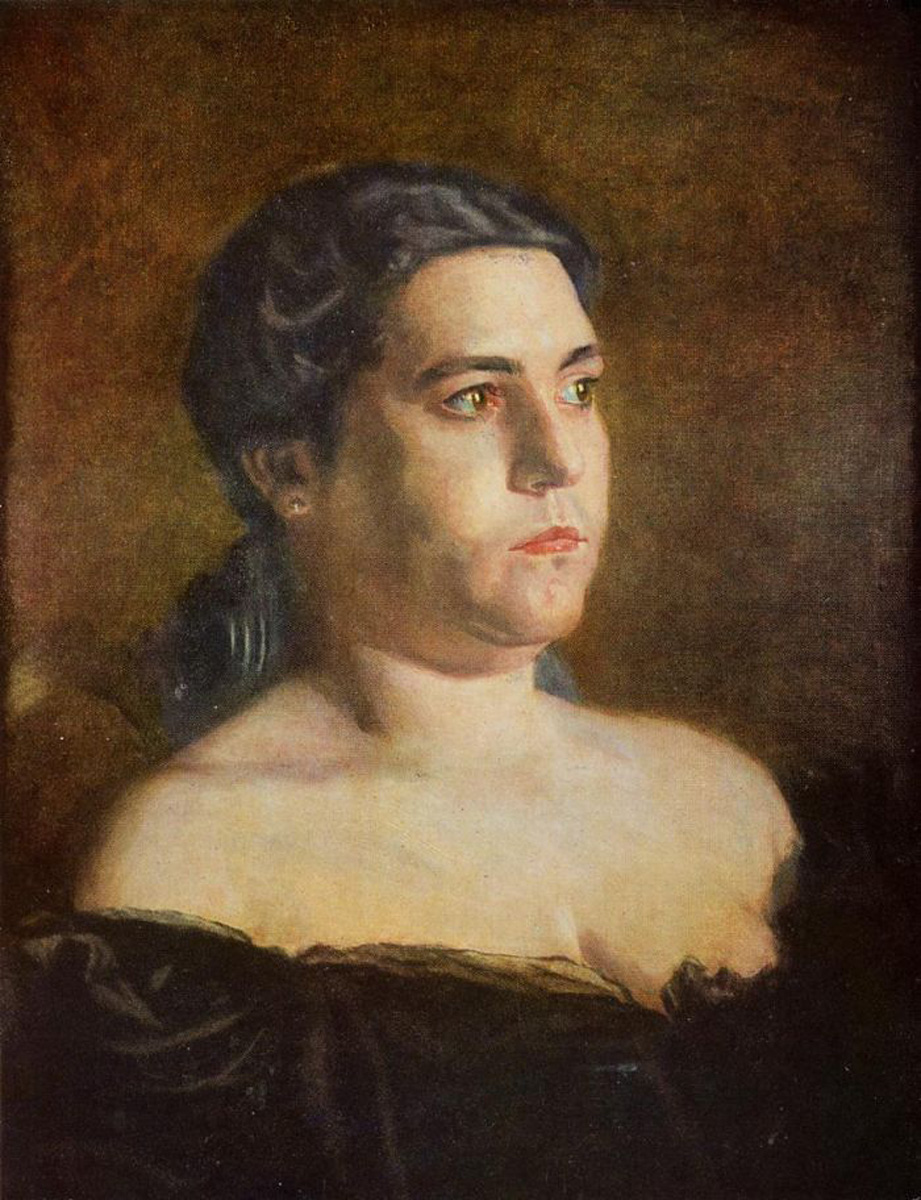
Maybelle od Thomase Eakinse, 1898
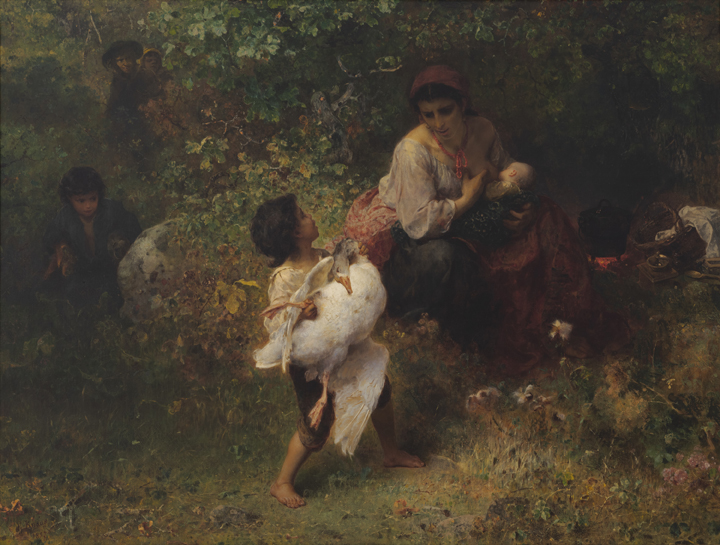
Cikánský tábor od Ludwiga Knause, 1857
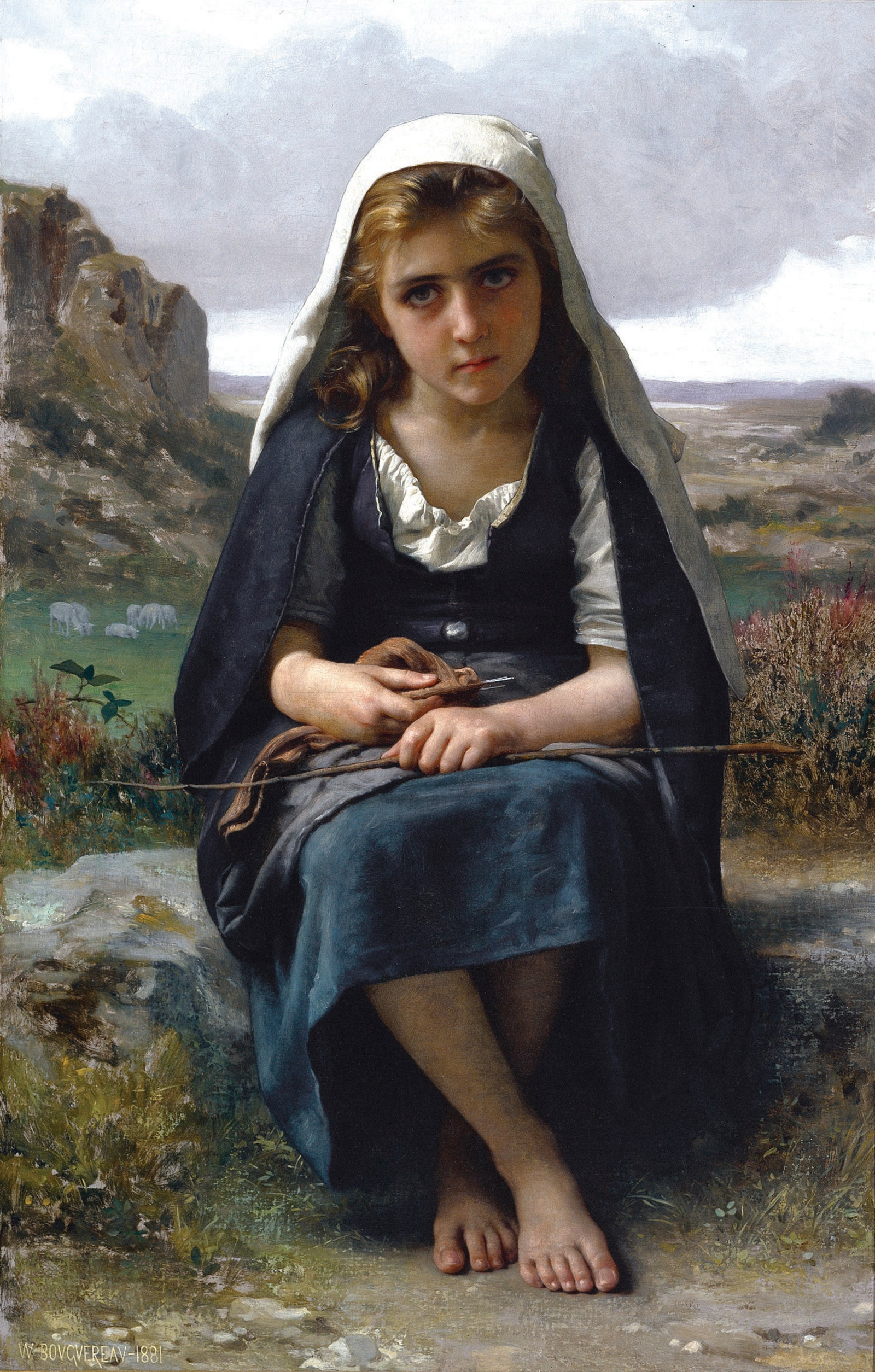
Pastýřka od Williama-Adolphe Bouguereaua, 1881
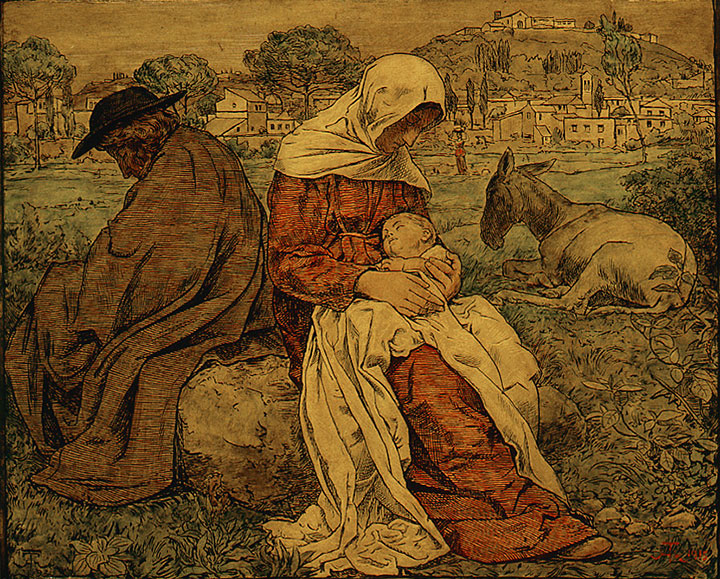
Odpočinek na útěku do Egypta od Hanse Thomy, 1915
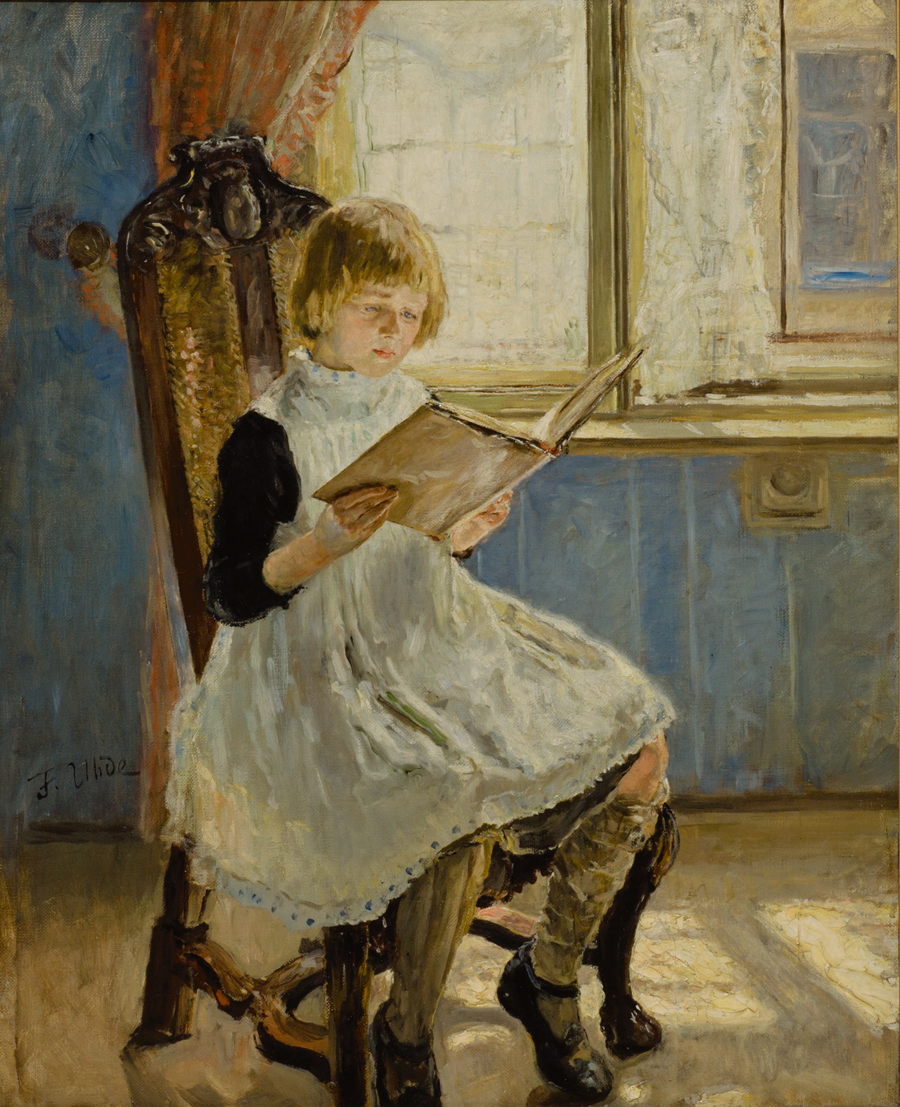
Obrázková kniha I od Fritze von Uhdeho, 1889
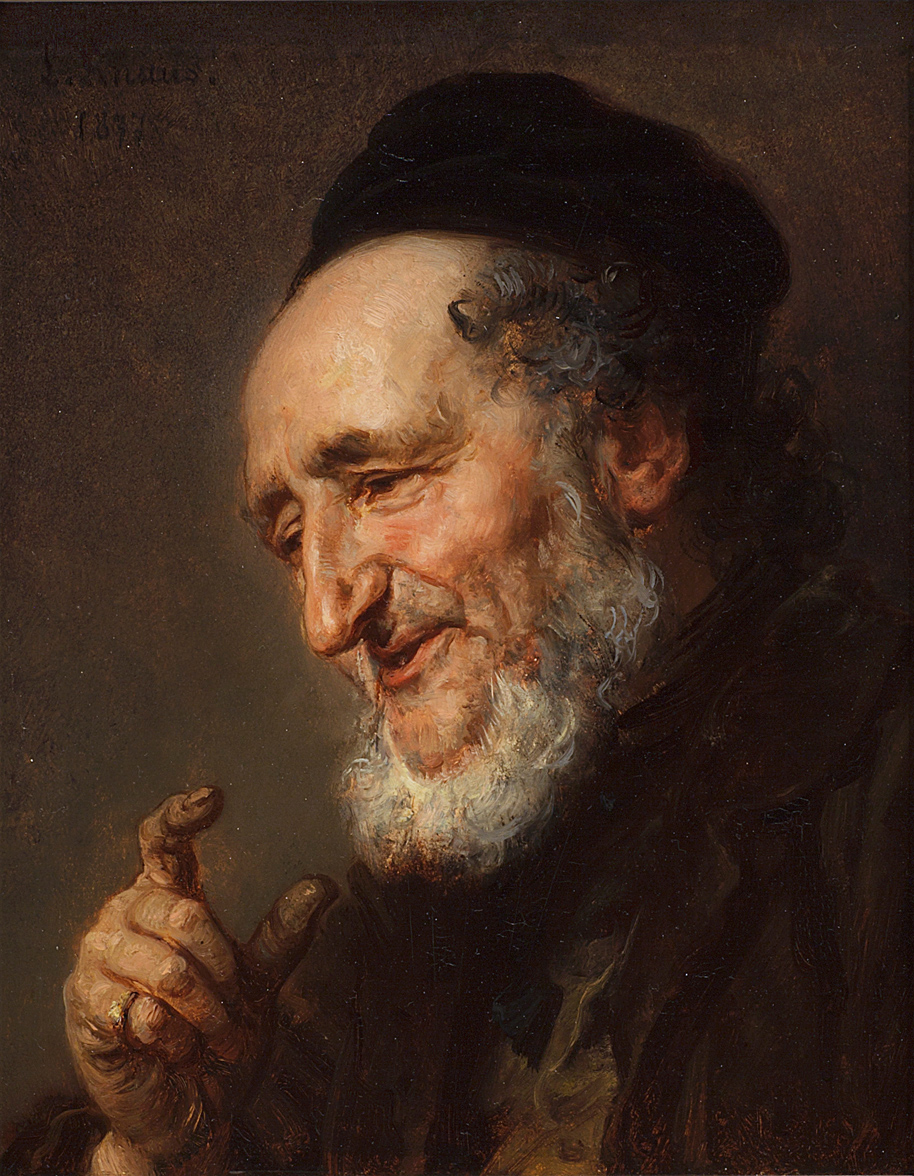
Portrét Jacoba Sterna od Ludwiga Knause, 1877